# Джоджуа, Этери Елизбаровна
Этери Елизбаровна Джоджуа (род. 1924 год, село Ахалсопели, Зугдидский уезд, Кутаисская губерния, ССР Грузия) — колхозница колхоза имени Берия Ахалсопельского сельсовета Зугдидского района, Грузинская ССР. Герой Социалистического Труда (1950).

## Биография
Родилась в 1924 году в крестьянской семье в селе Ахалсопели Зугдидского уезда. Окончила местную начальную школу. С начала 1940-х годов трудилась на чайной плантации колхоза имени Берия Зугдидского района (с 1953 года — колхоз имени Ленина), председателем которого с 1938 года был Антимоз Михайлович Рогава.
В 1949 году собрало 6011 килограммов сортового зелёного чайного листа на участке площадью 0,5 гектара. Указом Президиума Верховного Совета СССР от 19 июля 1950 года удостоена звания Героя Социалистического Труда за «получение высоких урожаев сортового зелёного чайного листа и цитрусовых плодов в 1949 году» с вручением ордена Ленина и золотой медали «Серп и Молот» (№ 5257).
Этим же указом званием Героя Социалистического Труда были награждены восемь тружеников колхоза имени Берия чаеводы Вакоша Акакиевна Берия, Ираклий Дзикиевич Берия, Натела Бочоевна Гардава, Минадора Партеньевна Кадария, Владимир Несторович Козуа, Ольга Александровна Купуния, Лили Кондратьевна Ревия и Дуня Яковлевна Рогава.
За выдающиеся трудовые достижения по итогам работы в 1950 году была награждена вторым Орденом Ленина.
После выхода на пенсию проживала в родном селе Ахалсопели Зугдидского района.
Награды
- Герой Социалистического Труда
- Орден Ленина — дважды (1950; 01.09.1951)
- Медаль «За трудовую доблесть» (29.08.1949)